# Унгун
Унгун (рос. Унгун) — село у Ленінському районі Єврейської автономної області Російської Федерації.
Входить до складу муніципального утворення Лазаревське сільське поселення. Населення становить 322 особи (2010).

## Історія
Згідно із законом від 26 листопада 2003 року органом місцевого самоврядування є Лазаревське сільське поселення.

## Населення
| 2002 | 2010 |
| ---- | ---- |
| 374  | ↘322 |